# София Хотек
Херцогиня София Хохенберг, родена Софи Мария Йозефина Албина Хотек, графиня Шоткова и Войнина (на чешки: Žofie Marie Josefína Albína hraběnka Chotková z Chotkova a Vojnína; на немски: Sophie Maria Josephine Albina Gräfin Chotek von Chotkow und Wognin) е чешка аристократка и морганатична съпруга на ерцхерцог Франц Фердинанд, престолонаследник на Австро-Унгарската империя, убита заедно с него при атентата в Сараево на 28 юни 1914 от сръбски младежи националисти терористи, което се превръща в непосредствена причина за започването на Първата световна война. След сватбата с ерцхерцога ѝ е дадена титлата херцогиня Хохенберг.

## Биография

### Произход и ранни години
София Хотек е родена в Щутгарт на 1 март 1868 г. във видно аристократическо семейство от Бохемия. Тя е четвърта дъщеря на граф Бохуслав Хотек фон Шотков и Вогнин (на немски: Bohuslaw Chotek von Chotkow und Wognin) и неговата съпруга графиня Вилхелмина Кински фон Вчиниц унд Тетау (на немски: Wilhelmine Kinsky von Wchinitz und Tettau).
В младежките си години служи като придворна дама при ерцхерцогиня Изабела фон Тешин, съпруга на ерцхерцог Фридрих фон Тешин, потомък на по-младшите разклонения на рода Хабсгург-Лотарингски.

### Брак с Франц Фердинанд
Не е известно къде и кога за пръв път се вижда с Франц Фердинанд – племенник на императора Франц Йосиф и наследник на австро-унгарския трон. Най-вероятно това е станало на бал в Прага. По това време, малко преди 1900 г., ерцхерцогът е разквартируван във военния гарнизон в Прага и често посещава дома на Тешин. Първоначално се е предполагало, че го прави заради по-голямата дъщеря на херцозите – Марие–Кристине. Когато обаче Изабела Тешин разкрива увлечението на височайшия посетител по една от придворните ѝ дами, скандалът е неминуем.
Император Франц Йосиф, незабавно го уведомява, че като следващ по ред наследник на трона, той не може да се ожени за толкова нископоставена аристократка. Никой от европейските аристократически родове няма да допусне до най-високите върхове жена с подобно ниско потекло. Съпругата на австрийския император може да произхожда само от европейски владетелски род – сегашен или предишен. Франц Фердинанд обаче отказва да отхвърли София, за да се ожени за потомствена принцеса и да остави законен наследник на австро-унгарския престол, което само още повече утежнява ситуацията около престолонаследието, като се има предвид любовната афера и самоубийството на сина на самия император, кронпринц Рудолф.
През 1899 г. под натиска на някои свои роднини и по-специално на влиятелната си снаха, ерцхерцогиня Мария-Терезия, мащеха на Франц Фердинанд, императорът неохотно дава съгласие за брака. Той запазва на Франц Фердинанд право на наследяване и дори обсъжда подходяща титла за бъдещата му съпруга. Но за да не допусне тя да стане императрица и нейните деца да наследят австро-унгарския трон (което Франц Фердинанд би бил в пълното си право да извърши след като седне на трона, още повече, че според унгарските закони няма такова понятие „морганатичен брак“) старият император заставя племенника си на 28 юни 1900 г. в двореца Хофбург в присъствието на събралите се ерцхерцози, министри, висши съдии, кардинал-архиепископа на Виена и представители на Унгария да подпише декларация, че София ще бъде само негова морганатична съпруга, че никога няма да я направи императрица и че се отказва от правото техните деца да наследят престола.
София и Франц Фердинанд се женят на 1 юли 1900 г. в градчето Райхщат (днес Зàкупи) в Бохемия. Никой от високопоставените роднини на ерцхерцога не присъства на сватбата, нито дори самият император, а още по-малко чуждестранни гости. Идват да го подкрепят единствено неговите по-малки братя, мащехата му и нейните дъщери.
Преди сватбата София Хотек получава титлата принцеса Хохенберг (Fürstin von Hohenberg) и обръщението „Нейна светлост“ (Ihre Durchlaucht), През 1909 г. тя получава по-висока титла – херцогиня на Хохенберг (Herzogin von Hohenberg) и обръщението „Нейно височество“ (Ihre Hoheit).
Въпреки всичките ѝ титли ерцхерцогините, принцесите и графините от знатните семейства на Австрия и Унгария запазват превъзходстващите си позиции пред нея. За 14 години брак никой не е отдал на София почестите и уважението, присъщи на съпругата на ерцхерцог. В допълнение, нейната позиция в императорския двор е утежнена от отношението на оберхофмайстера (главния имперски управител), принц Алфред фон Монтенуово (1854 – 1927), чието несигурно положение поради собствения му морганатичен произход, го принуждава да съблюдава с най-голяма строгост дворцовия протокол по отношение на София Хотек. Аристократичният протокол принуждава новата херцогиня по време на всички официални прояви да се движи след потомствените ерцхерцогини и принцеси, да им дава път, да ги изчаква, да им оказва почитание и да търпи пренебрежителното им отношение.
За да избегнат неприязнената атмосфера във Виена Франц Фердинанд се установява със семейството си в замъка Артщетен и прекарва повечето време от годината там. Строго йерархичните порядки карат и много европейски кралски двойки да се въздържат да канят ерцхерцога и семейството му, въпреки ясното съзнание, че един ден той ще заеме престола и те ще трябва да обсъждат международните дела с него. Изключение правят само крал Джордж V и кралица Мери от Англия, които приемат височайшата двойка в двореца Уиндзор през ноември 1913 г. По ирония на съдбата или усвоявайки либералните възгледи на родителите си, след малко повече от 20 години техният собствен син, бъдещият крал Едуард VIII, ще сключи подобен морганатичен брак с жена от неаристократично потекло и при това разведена, заради което ще се наложи да се откаже дори от престола.

### Убийство
През месец юни 1914 г. София Хотек придружава съпруга си в Сараево, поканен от ген. Оскар Потиорек, губернатор на Босна и Херцеговина, да наблюдава провеждащите се военни маневри. По това време Босна и Херцеговина, чиято столица е Сараево, е провинция на Австро-Унгария, анексирана от нея през 1908 г. и все още раздирана от националистически вълнения и неприязън към новия си окупатор.
Поради по-ниския аристократичен статус херцогиня Хохенберг не присъства на всички церемонии, на които е канен съпругът ѝ. В този случай обаче ерцхерцогът е поканен в качеството му на военен командир, а при подобни ангажименти рангът и произходът нямат значение. На 28 юни, третия и последен ден от маневрите, на Франц Фердинанд и съпругата му е оказана честта да бъдат почетни гости при откриването на новия музей в града, преди да се върнат във Виена.
В 10:10 часа те слизат на гарата в Сараево, качват се на специално приготвените автомобили и поемат към градската ратуша. Кортежът от 6 автомобила не може да се движи с висока скорост по градските улици, отрупани от двете страни с хора, които искат лично да видят и приветстват височайшата двойка. Когато гостите стигат близо до полицейското управление, младият сръбски националист Неделко Чабринович хвърля ръчна бомба, но не улучва автомобила на Франц Фердинанд, който е втори в колоната, и бомбата изгърмява в третата кола, като убива шофьора и ранява пътниците и някои от посрещачите наоколо.
След официалния прием в ратушата Франц Фердинанд се информира за ранените си от бомбата хора и когато му казват, че състоянието им е сериозно, решава непременно да ги посети в болницата. Един от членовете на неговата свита, Андреас фон Морси (Andreas, Freiherr von Morsey), го съветва да се откаже, защото опасността може да не е отминала. Но губернаторът ген. Потиорек, който трябва да отговаря и за тяхната сигурност, отвръща самоуверено: „Да не мислите, че Сараево гъмжи от терористи?“ Въпреки това генералът препоръчва съпругата да остане в ратушата. Щом научава за новите планове София Хотек категорично възразява: „Докато ерцхерцогът днес е пред очите на обществеността, аз няма да го изоставя!“
За да не се връщат в зоната на градския център, където вероятно има още терористи, ген. Потиорек определя на път за болницата колата да мине по крайбрежната улица „Апел“, но забравя да предупреди шофьора. По пътя, близо до Латинския мост, шофьорът прави десен завой към улица „Франц Йосиф“. Ген. Потиорек веднага забелязва, че тръгват в грешна посока и му виква: "Какво правиш? Това не е пътят. Трябва да се движим по „Апел“." Водачът спира и започва бавно да обръща тежката кола. В това време те минават край намиращ се наблизо друг сръбски националист Гаврило Принцип, който вече си мисли, че покушението, планирано от тяхната организация „Млада Босна“, безславно се е провалило и шансът за нов удар е безвъзвратно изпуснат. Не може да повярва на очите си, когато вижда своите мишени да се движат на бавна скорост точно насреща му. Не се замисля много, пристъпва напред, вади пистолета и стреля няколко пъти от около 1.5 метра разстояние. Франц Фердинанд е улучен във врата, а София Хотек в корема. София само успява да каже на съпруга си: „За Бога, какво ти е?“ и изпада в безсъзнание. Докато все още може да говори, ерцхерцогът, според думите на шофьора му, повтаря: „Соферл, Соферл! Не си отивай! Живей заради нашите деца!“ И двамата умират, преди колата да е достигнала болницата.

## Последен дом
Телата са транспортирани до Триест с военен кораб, а оттам със специален влак до Виена, където на скромна церемония в замъка Хофбург е отслужена заупокойна меса. Присъстват само най-близки членове на семейството. Като последно напомняне за неравния статус на двойката поставката за ковчега на София е с около 1/2 метра по-ниска от тази на Франц Фердинанд, а в допълнение в ковчега ѝ са поставени и ръкавиците, символ на бившия ѝ статус на придворна дама в имперското общество.
Ниският обществен статус на София продължава да създава пречки, дори когато тя не е вече между живите. Според протокола на висшето общество е недопустимо лице от подобно ниско потекло да бъде положено в имперската крипта във Виена. Така, за да изпълнят волята на ерцхерцога, който настоявал непременно да бъдат погребани заедно един до друг, те и двамата са положени в криптата на замъка Арщетен, лятната резиденция на Хабсбургите.

## Наследници
Двойката има четири деца, от които едното умира още при раждането. След атентата децата са под опеката на един от приятелите на ерцхерцога, принц Ярослав фон Тун унд Хохенщайн. При разпадането на империята през 1918 г. младите наследници са изгонени от новосъздадената Чехословакия и губят наследствения си замък Конопище и други владения. Намират убежище във Виена и замъка Артщетен.
През 1938 г. двамата братя категорично се противопоставят, особено по-големият, на аншлуса, присъединяването на Австрия към Германия. Заради активното им неодобрение Хитлер се погрижва още същата година да ги прати в концентрационния лагер Дахау, откъдето те излизат едва след отварянето му през 1945 г. Когато крахът на Третия Райх е вече факт, братята се завръщат в Австрия, където им биват върнати заграбените имоти, включително замъкът Артщетен.
Наследниците на София Хотек са:
- Принцеса Софи фон Хохенберг (на немски: Sophie Fürstin von Hohenberg, 1901 – 1990) – омъжва се за граф Фридрих фон Нощиц-Рийнек (1891 – 1972) от когото има трима сина и една дъщера. Най-големият ѝ син загива през 1949 в съветски трудов лагер. Вторият е убит на фронта през 1945 г. Едва най-малкият ѝ син и дъщеря ѝ се женят и оставят потомство.
- Херцог Максимилиан фон Хохенберг (на немски: Maximilian Herzog von Hohenberg, 1902 – 1962) – жени се за графиня Елизабет фон Валдбург цу Волфег унд Валдзе (1904 – 1993) и има шестима сина.
- Принц Ернст фон Хохенберг (на немски: Ernst Fürst von Hohenberg, 1904 – 1954) – жени се за Мария-Тереза Ууд (1910 – 1985) и има двама сина.
- Син (1908), който не оживява след раждането.